# إيمي درو ستانلي
إيمي درو ستانلي (بالإنجليزية: Amy Dru Stanley)‏ هي مؤرخة أمريكية، ولدت في 1978.